# Nicolae Bretan
Nicolae Bretan (n. 25 martie 1887, Năsăud - d. 1 decembrie 1968, Cluj) a fost un compozitor, bariton și regizor de operă român. Este revendicat și de maghiari sub numele de „Bretán Miklós“ pentru că și-a petrecut o parte din viață în Ungaria.

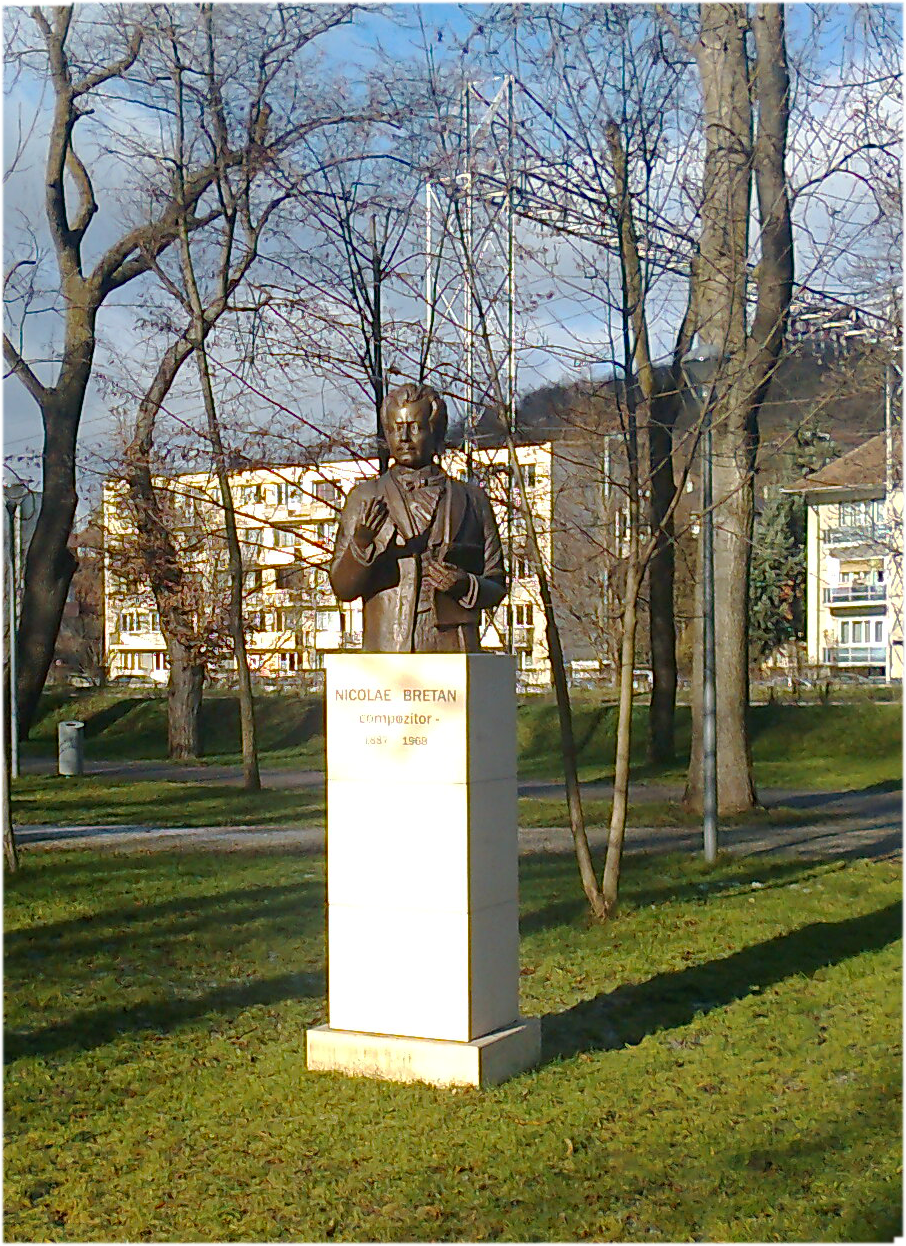
Bustul lui Nicolae Bretan în Parcul Central din Cluj

Nicolae Bretan era român greco-catolic și s-a însurat cu Nora Osvát, o unguroaică-evreică. Peste ani, 13 persoane din familia soției sale au murit în lagărul de concentrare Auschwitz. Datorită afinității sale interetnice maghiaro-germano-iudaice a fost persecutat întreaga viață, atât în Ungaria (unde a trăit în perioada celui de-al Doilea Război Mondial), cât și în România postbelică. S-a considerat toată viața mai degrabă transilvănean, decât membru al unei etnii sau al alteia. 
Prin grija fiicei lui, Judit Bretan, o seamă din lucrările pe care le-a compus au fost publicate în ultimii ani pe discuri compacte apărute la casa de discuri "Nimbus Records". 

## Biografie
Nicolae Bretan a studiat la Conservatorul din Cluj (1906-1908), la Academia de Muzică din Viena (1909) și la Magyar Királyi Zeneakadémia din Budapesta (1912), după care s-a afirmat ca prim-bariton al Operei din Bratislava. În 1916 și-a luat și licența la Facultatea de Filologie din Cluj. A fost regizor la Opera Maghiară din Cluj și director al Operei Române din Cluj, după revenirea acesteia din refugiul de la Timișoara.

## Compoziții
A compus 230 de cântece pe versuri de poeți români, maghiari și germani, cinci opere, poemul vocal simfonic „Luceafărul” și a compus, de asemenea, numeroase lucrări religioase și un requiem pentru doi soliști (sau cor) și orgă.
Dintre operele sale patru au fost opere într-un act: "Golem", care a avut premiera în Elveția, în 1990, "Arald", "Eroii de la Rovine" și o operă în trei acte: "Horia".
- Luceafărul (1921)
- Golem (1924), cu titlul complet „Golem Lasadasa“ (Răzvrătirea Golemului)
- Scrisoarea a III-a (1934)
- Eroii de la Rovine (1935)
- Horia (1937)
- Arald (1939)

## In memoriam
În anul 2010, în Cluj-Napoca au fost inaugurate 2 busturi ale compozitorului. Unul în fața clădirii în care funcționează Opera Română din Cluj, purtând o plăcuță explicativă cu numele Nicolae Bretan și altul în fața clădirii în care funcționează Opera Maghiară din Cluj, purtând o plăcuță explicativă cu numele Bretán Miklós.
În noiembrie 2011, la Liceul de Muzică “Tudor Jarda” din Bistrița a fost dezvelit bustul din bronz al compozitorului Nicolae Bretan, realizat de artista Ana Rus din București, la inițiativa fiicei marelui muzician.
În octombrie 2013, un alt bust al lui Nicolae Bretan, tot operă a sculptoriței Ana Rus, a fost dezvelit pe aleea centrală din Parcul „Simion Bărnuțiu” din Cluj, fiind donat orașului de fiica sa, Judit Bretan Le Bovit.
Un alt bust al lui Nicolae Bretan se află în Piața Iuliu Maniu din Alba Iulia, alături de cel al lui Lucian Blaga.
O statuie a lui Nicolae Bretan se află în București, pe strada Mihaela Ruxandra Marcu din cartierul Drumul Taberei, în fața Școlii Gimnaziale Orizont.